# Robert Russell Bennett
Pour les articles homonymes, voir Robert Bennett et Bennett.
Robert Russell Bennett, né le 15 juin 1894 à Kansas City (Missouri), mort le 18 août 1981 à New York, est un compositeur, orchestrateur, arrangeur musical et chef d'orchestre américain. Il est parfois crédité Russell Bennett.

## Biographie
Né de parents musiciens, Robert Russell Bennett apprend d'abord auprès d'eux la musique (le piano avec sa mère, le violon et la trompette avec son père), avant d'étudier le contrepoint et l'harmonie avec Carl Busch (en), à Kansas City, de 1908 à 1916, année où il s'installe à New York. Après la Seconde Guerre mondiale (vers la fin de laquelle il sert comme volontaire dans l'United States Army), il est amené à travailler dès 1919, dans un premier temps comme copiste et arrangeur, pour Broadway ; il y débute comme compositeur en 1922 puis, dès l'année suivante, comme orchestrateur, activité qui sera sa principale (avec celle d'arrangeur), durant sa longue carrière à Broadway qui s'achève en 1975, s'agissant des créations. Dans l'intervalle, il collabore notamment avec les compositeurs Jerome Kern, George Gershwin, Cole Porter, Richard Rodgers, Irving Berlin, Frederick Loewe et avec les librettistes ou lyricistes Oscar Hammerstein II, Ira Gershwin, Moss Hart, Alan Jay Lerner, pour ne citer qu'eux, sur des comédies musicales essentiellement (voir liste sélective ci-après).
Désirant parfaire son éducation musicale "classique", il vient à Paris (passant également par Berlin) en 1926, où il étudie la composition avec Nadia Boulanger, jusqu'en 1929, avant de revenir aux États-Unis. On lui doit des partitions dans des domaines variés : pièces pour piano, musique de chambre, concertos, huit symphonies, œuvres diverses pour orchestre symphonique ou (nombreuses) pour orchestre d'harmonie, opéras, œuvres chorales et/ou pour voix soliste(s), etc (voir liste sélective ci-après). Il est également l'auteur d'arrangements divers pour le concert, dont l'un des plus connus est sa suite symphonique (1942) d'après l'opéra Porgy and Bess de George Gershwin.
Sollicité par Hollywood, il est orchestrateur et arrangeur au cinéma en 1929 (prologue de Show Boat), puis à partir de 1935, notamment sur des adaptations à l'écran de comédies musicales. Ses deux dernières contributions à ce titre sont pour Le Roi et moi en 1956 et South Pacific en 1958. S'agissant de films non musicaux, citons son orchestration de la partition de Franz Waxman pour Rebecca, premier film américain d'Alfred Hitchcock en 1940. Il est également compositeur de musiques de films, souvent sans être crédité au générique, de 1936 à 1940. S'il reçoit une nomination à l'Oscar de la meilleure musique de film en 1939 (pour Pacific Liner), c'est comme orchestrateur qu'il en gagne un en 1955 (pour le film musical Oklahoma !).
Durant sa période d'activité, il travaillera également pour la radio et la télévision. Ainsi, il est orchestrateur sur quatre téléfilms entre 1957 et 1967 (là encore, il s'agit d'adaptations de comédies musicales), chef d'orchestre et arrangeur pour une série télévisée de 1952, Victory at Sea (en), et enfin compositeur pour deux séries, l'une en 1955 (un épisode), l'autre entre 1957 et 1970 (19 épisodes, dont l'un en 1963 lui vaudra un Emmy Award).

## Filmographie complète (comme compositeur)
- 1936 : Show Boat de James Whale
- 1936 : Sur les ailes de la danse (Swing Time) de George Stevens (non crédité)
- 1937 : Artistes et modèles (Artists & Models) de Raoul Walsh
- 1937 : L'Entreprenant Monsieur Petrov (Shall we dance) de Mark Sandrich (non crédité)
- 1937 : Nuits d'Arabie (Ali Baba goes to Town) de David Butler
- 1937 : Une demoiselle en détresse (A Damsell in Distress) de George Stevens (non crédité)
- 1937 : La Furie de l'or noir (High, Wide and Handsome) de Rouben Mamoulian
- 1938 : Radio City Revels de Benjamin Stoloff
- 1938 : Quelle joie de vivre (Joy of Living) de Tay Garnett
- 1938 : Amanda (Carefree) de Mark Sandrich (non crédité)
- 1938 : Lawless Valley (en) de David Howard
- 1938 : Annabel takes a Tour de Lew Landers
- 1938 : The Law West of Tombstone (en) de Glenn Tryon
- 1938 : Next Time I Marry (en) de Garson Kanin
- 1939 : La Grande Farandole (The Story of Vernon and Irene Castle) de Henry C. Potter
- 1939 : Un ange en tournée (5th Avenue Girl), de Gregory La Cava
- 1939 : Pacific Liner de Lew Landers
- 1939 : Stanley et Livingstone (Stanley and Livingston) de Henry King et Otto Brower (compositeur divers, dont Bennett)
- 1939 : Intermezzo (Intermezzo : A Love Story) de Gregory Ratoff
- 1939 : Twelve Crowded Hours de Lew Landers
- 1939 : Career de Leigh Jason
- 1939 : Les Aventures de Sherlock Holmes (The Adventures of Sherlock Holmes) d'Alfred L. Werker
- 1939 : Radio détective (Sued for Libel) de Leslie Goodwins
- 1940 : L'Odyssée des Mormons (Brigham Young) de Henry Hathaway (non crédité)
- 1955 : Série télévisée Producers Show Case, un épisode
- 1957-1970 : Série télévisée Project XX, dix-neuf épisodes

## Théâtre à Broadway (sélection)
comme orchestrateur ou arrangeur de comédies musicales, sauf mention contraire
- 1922-1923 : Hamlet, pièce de William Shakespeare, avec John Barrymore (comme compositeur d'une musique de scène)
- 1923-1924 : Wildflower, musique d'Herbert Stothart et Vincent Youmans, livret et lyrics d'Otto Harbach et Oscar Hammerstein II, costumes de Charles Le Maire, avec Olin Howland
- 1923-1924 : Stepping Stones, musique de Jerome Kern
- 1924 : Lollipop, musique de Vincent Youmans
- 1924 : Sitting Pretty, musique de Jerome Kern, livret et lyrics de Guy Bolton et P.G. Wodehouse, direction musicale de Max Steiner, avec Queenie Smith
- 1924-1925 : Ziegfeld Follies of 1924, revue, musique de Victor Herbert et divers (orchestrateurs divers, dont Bennett)
- 1924-1925 : Lady, Be Good !, musique de George Gershwin, lyrics d'Ira Gershwin, avec Adele et Fred Astaire, Walter Catlett, Cliff Edwards  (orchestrateurs divers, dont Bennett et Max Steiner)
- 1925 : The City Chap, musique de Jerome Kern, avec George Raft
- 1925-1926 : Sunny, musique de Jerome Kern, livret et lyrics d'Otto Harbach et Oscar Hammerstein II
- 1925-1926 : Song of the Flame, musique de Herbert Stothart et George Gershwin, livret et lyrics de Otto Harbach et Oscar Hammerstein II
- 1926-1927 : Criss Cross, musique de Jerome Kern
- 1927 : Lucky, musique de Jerome Kern
- 1927-1929 : Show Boat, musique de Jerome Kern, livret et lyrics d'Oscar Hammerstein II, avec Helen Morgan, Charles Winninger, Edna May Oliver
- 1929-1930 : Sweet Adeline, musique de Jerome Kern, livret et lyrics d'Oscar Hammerstein II, costumes de Charles Le Maire, avec Charles Butterworth
- 1929-1930 : Heads Up, musique de Richard Rodgers, lyrics de Lorenz Hart, direction musicale d'Alfred Newman, avec Victor Moore
- 1930-1931 : Girl Crazy, musique et direction musicale de George Gershwin, lyrics d'Ira Gershwin, avec Ethel Merman, Ginger Rogers
- 1931 : Singin' the Blues, musique de Jimmy McHugh et Burton Lane, lyrics d'Harold Adamson et Dorothy Fields, livret de John McGowan, avec Millard Mitchell
- 1931 : America's Sweetheart, musique de Richard Rodgers, lyrics de Lorenz Hart, livret d'Herbert Fields, mise en scène de Monty Woolley, costumes de Charles Le Maire, avec Virginia Bruce, Inez Courtney, Ann Sothern (créditée Harriette Lake)
- 1931-1932 : The Cat and the Fiddle, musique, livret et lyrics d'Otto Harbach et Jerome Kern
- 1931-1933 : Of Thee I Sing, musique de George Gershwin, lyrics d'Ira Gershwin, livret de George S. Kaufman et Morrie Ryskind, avec Victor Moore
- 1932 : Face the Music, musique et lyrics d'Irving Berlin, livret de Moss Hart, mise en scène de George S. Kaufman, avec Mary Boland, Oscar Polk
- 1932-1933 : Music in the Air, musique de Jerome Kern, lyrics et livret d'Oscar Hammerstein II, mise en scène de J. Kern et O. Hammerstein II, costumes de John Harkrider et Howard Shoup, avec Tullio Carminati, Walter Slezak
- 1932-1933 : Gay Divorce, musique et lyrics de Cole Porter, livret de Dwight Taylor adapté par Kenneth S. Webb et Samuel Hoffenstein, mise en scène d'Howard Lindsay, avec Fred Astaire, Claire Luce, Eric Blore, Erik Rhodes
- 1933 : Pardon My English, musique de George Gershwin, lyrics d'Ira Gershwin, livret d'Herbert Fields, avec Harry Shannon
- 1933 : Hold your Horses, livret de Russel Crouse et Corey Ford, avec Inez Courtney, Ona Munson (comme compositeur et lyriciste, avec d'autres — et orchestrateur —)
- 1933-1934 : Roberta, musique de Jerome Kern, avec Sydney Greenstreet, Fred MacMurray
- 1934-1935 : Life begins at 8:40, revue, musique d'Harold Arlen, lyrics d'Ira Gershwin et E.Y. Harburg
- 1934-1935 : The Great Waltz, opérette, livret de Moss Hart, d'après des musiques de Johann Strauss père et fils (orchestrateurs et arrangeurs divers, dont Bennett et Erich Wolfgang Korngold)
- 1934-1935 : Anything Goes, musique et lyrics de Cole Porter, livret de Guy Bolton et P.G. Wodehouse (révisé par Howard Lindsay et Russel Crouse), avec Ethel Merman, Victor Moore
- 1935-1936 : Jubilee, musique et lyrics de Cole Porter, livret de Moss Hart, avec Mary Boland, Montgomery Clift, Melville Cooper, Charles Walters
- 1935-1936 : May Wine, musique de Sigmund Romberg, lyrics d'Oscar Hammerstein II, avec Walter Slezak
- 1936 : Ziegfeld Follies of 1936, revue, musique de Vernon Duke, lyrics d'Ira Gershwin, chorégraphie de George Balanchine, décors et costumes de Vincente Minnelli, avec Bob Hope, Joséphine Baker (orchestrateurs divers, dont Bennett et Conrad Salinger)
- 1936-1937 : Red, Hot and Blue, musique et lyrics de Cole Porter, livret d'Howard Lindsay et Russel Crouse, avec Jimmy Durante, Bob Hope, Ethel Merman
- 1939-1940 : Very Warm for May, musique de Jerome Kern, livret et lyrics d'Oscar Hammerstein II, décors, costumes et mise en scène de Vincente Minnelli, avec June Allyson, Richard Quine
- 1939-1940 : Du Barry was a Lady, musique et lyrics de Cole Porter, livret d'Herbert Fields et B.G. DeSylva, avec Ethel Merman, Betty Grable, Charles Walters
- 1940-1942 : Panama Hattie, musique et lyrics de Cole Porter, livret d'Herbert Fields et B.G. DeSylva, avec Ethel Merman, Betty Hutton, June Allyson, Betsy Blair, Vera-Ellen, Lucille Bremer, Hal Conklin, James Dunn, Arthur Treacher
- 1941-1942 : Best Foot Forward, musique et lyrics d'Hugh Martin et Ralph Blane, chorégraphie de Gene Kelly, mise en scène et production de George Abbott, avec June Allyson, Stanley Donen (comme compositeur de l'Ouverture)
- 1942 : Count Me In, revue, musique et lyrics d'Ann Ronell, livret de Walter Kerr et Leo Brady, costumes d'Irene Sharaff, avec Charles Butterworth, Jean Arthur, Robert Shaw, Gower Champion, Jack Lambert
- 1943-1944 : Something for the Boys, musique et lyrics de Cole Porter, livret d'Herbert et Dorothy Fields, avec Ethel Merman
- 1943-1945 : Carmen Jones, livret et lyrics d'Oscar Hammerstein II, d'après l'opéra Carmen de Georges Bizet
- 1943-1949 : Oklahoma !, musique de Richard Rodgers, livret et lyrics d'Oscar Hammerstein II, mise en scène de Rouben Mamoulian, avec Alfred Drake, Celeste Holm, Howard Da Silva
- 1944-1945 : Mexican Hayride, musique et lyrics de Cole Porter, livret d'Herbert et Dorothy Fields
- 1944-1945 : Seven Lively Arts, musique et lyrics de Cole Porter, livret de George S. Kaufman et Ben Hecht, musique additionnelle (Scènes de ballet) d’Igor Stravinsky, direction musicale de Maurice Abravanel, avec Benny Goodman
- 1944-1946 : Bloomer Girl, musique d'Harold Arlen, avec Celeste Holm, Dooley Wilson
- 1946 : Around the World, musique et lyrics de Cole Porter, mise en scène, production, adaptation — d'après Jules Verne — de (et avec) Orson Welles
- 1946-1948 : Happy Birthday, pièce d'Anita Loos, mise en scène de Joshua Logan, production de Richard Rodgers et Oscar Hammerstein II, avec Helen Hayes, Enid Markey (comme compositeur d'une musique de scène)
- 1946-1949 : Annie du Far West (Annie get your Gun), musique et lyrics d'Irving Berlin, livret d'Herbert et Dorothy Fields, production de Richard Rodgers et Oscar Hammerstein II, mise en scène de Joshua Logan, avec Ethel Merman
- 1947-1948 : Allegro, musique de Richard Rodgers, livret et lyrics d'Oscar Hammerstein II
- 1947-1948 : Finian's Rainbow, musique de Burton Lane, lyrics d'E.Y. Harburg, livret d'E.Y. Harburg et Fred Saidy, mise en scène de Bretaigne Windust, chorégraphie de Michael Kidd, avec David Wayne, Royal Dano, Sonny Terry
- 1948-1949 : Inside U.S.A., revue, musique et production d'Arthur Schwartz, avec Jack Cassidy, Carl Reiner
- 1948-1951 : Kiss Me, Kate, musique et lyrics de Cole Porter, d'après La Mégère apprivoisée (The Taming of the Shrew) de William Shakespeare, avec Alfred Drake, Patricia Morison
- 1949-1954 : South Pacific, musique de Richard Rodgers, livret d'Oscar Hammerstein II et Joshua Logan, lyrics d'Oscar Hammerstein II, production de Richard Rodgers et Oscar Hammerstein II, mise en scène de Joshua Logan, avec Mary Martin, Ezio Pinza, Richard Loo
- 1950 : Great to be Alive ! (comme compositeur — et orchestrateur —, en collaboration avec Abraham Ellstein)
- 1950-1951 : Out of this World, musique et lyrics de Cole Porter, livret de Dwight Taylor et Reginald Lawrence, mise en scène d'Agnes de Mille et George Abbott, chorégraphie d'Hanya Holm, avec George Gaynes, Charlotte Greenwood
- 1951 : A Tree grows in Brooklyn, musique d'Arthur Schwartz, livret de Betty Smith et George Abbott, lyrics de Dorothy Fields, mise en scène de George Abbott, chorégraphie d'Herbert Ross
- 1951-1954 : Le Roi et moi (The King and I), musique de Richard Rodgers, livret et lyrics d'Oscar Hammerstein II, production de ceux-ci, chorégraphie de Jerome Robbins, mise en scène de John Van Druten, avec Yul Brynner (Alfred Drake en remplacement), Gertrude Lawrence (Celeste Holm ou Patricia Morison en remplacement)
- 1955-1956 : Pipe Dream, musique de Richard Rodgers, livret et lyrics d'Oscar Hammerstein II
- 1956-1959 : Bells Are Ringing, musique de Jule Styne, livret et lyrics de Betty Comden et Adolph Green, chorégraphie de Jerome Robbins et Bob Fosse, mise en scène de Jerome Robbins, avec Judy Holliday, Sydney Chaplin, Jean Stapleton
- 1956-1962 : My Fair Lady, musique de Frederick Loewe, livret et lyrics d'Alan Jay Lerner, d'après Pygmalion de George Bernard Shaw, mise en scène de Moss Hart, avec Julie Andrews, Rex Harrison, Robert Coote, Stanley Holloway, Cathleen Nesbitt
- 1958-1960 : Au rythme des tambours fleuris (Flower Drum Song), musique de Richard Rodgers, livret d'Oscar Hammerstein II et Joseph Fields, lyrics d'Oscar Hammerstein II, production de ce dernier et de Richard Rodgers, mise en scène de Gene Kelly
- 1959-1963 : La Mélodie du bonheur (The Sound of Music), musique de Richard Rodgers, livret d'Howard Lindsay et Russel Crouse, lyrics d'Oscar Hammerstein II, d'après les écrits de Maria Augusta Trapp, mise en scène de Vincent J. Donehue, avec Mary Martin, Theodore Bikel, Kurt Kasznar
- 1960-1963 : Camelot, musique de Frederick Loewe, livret et lyrics d'Alan Jay Lerner, mise en scène de Moss Hart, production de ceux-ci, avec Julie Andrews, Richard Burton, Robert Coote, Roddy McDowall
- 1963 : Jennie (en), musique d'Arthur Schwartz, lyrics d'Howard Dietz, livret d'Arnold Schulman, mise en scène de Vincent J. Donehue, costumes d'Irene Sharaff, avec Mary Martin
- 1963-1964 : The Girl who came to supper, musique et lyrics de Noel Coward, avec José Ferrer
- 1965-1966 : On a Clear Day you can see Forever, musique de Burton Lane, livret et lyrics d'Alan Jay Lerner, chorégraphie de Herbert Ross, avec John Cullum, Barbara Harris
- 1975 : Rodgers & Hart, revue, musique de Richard Rodgers, lyrics de Lorenz Hart (orchestrations additionnelles)

## Compositions classiques (sélection)

### Pièces pour un instrument solo
pièces pour piano
- 1914 : Spirit of the Dance ;
- 1928 : Seven Fox Trots ; Vu (Seen in Paris - Twenty Etudes en Miniature), cahier d'études dédié à José Iturbi ;
- 1965 : Impromptu.

autres instruments
- 1928 : Sonate en sol, pour orgue ;
- 1952 : A Flute at Dusk, pour flûte ;
- 1959 : Four Nocturnes, pour accordéon.

### Musique de chambre
- 1913 : Romance 'At Sundown' , pour violon et piano ;
- 1915 : Trio avec piano en fa op. 1 ;
- 1922 : Quintette avec clarinette ; Dance, pour flûte et piano ;
- 1927 : Sonate pour violon et piano (no 1) ;
- 1929 : Quintette à vent A Toy Symphony ;
- 1940 : Hexapoda : Five Studies in Jitteroptera, pour violon et piano (création la même année par le violoniste Jascha Heifetz) ;
- 1945 : Water Music, pour quatuor à cordes ;
- 1948 : Six Souvenirs, pour deux flûtes et piano ;
- 1953 : Nocturne, pour flûte et piano ; Four Dances, pour trio avec piano ;
- 1956 : Quatuor à cordes ; A Song Sonata, pour violon et piano (sonate no 2) ;
- 1961 : Sonatine, pour flûte, harpe et violoncelle ;
- 1963 : Quintette avec accordéon Psychiatry ;
- 1973 : Suite pour flûte et clarinette.

### Œuvres pour orchestre d'harmonie (ou petit ensemble àvent)
- 1949 : Suite of Old American Dances ;
- 1952 : Mademoiselle : A Ballet for Band ;
- 1955 : Rose Variations, pour cornet à pistons (ou trompette) et ensemble à vent ;
- 1957 : Symphonic Songs ;
- 1958 : Concerto grosso for Woodwind Quintet and Wind Symphony (concerto grosso no 2, pour quintette à vent et orchestre d'harmonie) ;
- 1959 : Ohio River Suite ;
- 1961 : Song of the Rivers ; Three Humoresques ;
- 1974 : Four Preludes ;
- 1981 : A Christmas Overture.

### Œuvres pour orchestre
Symphonies
- 1926 : Symphony 'to Carl Busch'  (Symphonie no 1) ;
- 1929 : Abraham Lincoln : A Likeness in Symphony Form (Symphonie no 2, créée en 1931 par l'Orchestre de Philadelphie, sous la direction de Leopold Stokowski) ;
- 1941 : Symphony in D for the Dodgers (Symphonie no 3 en ré, avec narrateur) ;
- 1942 : Symphony on College Themes (Symphonie no 4) ;
- 1943 : Symphony 'The Four Freedoms'  (Symphonie no 5) ;
- 1948 : Sixth Symphony (Symphonie no 6) ;
- 1960 : A Commemoration Symphony (Symphonie no 7, avec chœur final, sur des thèmes de Stephen Foster) ;
- 1963 : Symphony 'to Fritz Reiner'  (Symphonie no 8).

Concertos
- 1940 : Concerto pour alto et harpe (transcrit en 1960 pour violoncelle et harpe) ;
- 1941 : Concerto pour violon in the Popular Style en la (enregistré en 1956 par Jascha Heifetz) ;
- 1963 : Concerto pour violon et piano ;
- 1974 : Concerto pour harmonica.

Autres pièces concertantes
- 1930 : Three Marches, pour deux pianos et orchestre ;
- 1941 : Nocturne and Appassionata, pour piano et orchestre ;
- 1947 : A Dry Weather Legend, pour flûte et orchestre ;
- 1949 : Concert Variations on a Crooner's Theme, pour violon et orchestre.

Autres œuvres pour orchestre
- 1916 : Columbine, musique de ballet pour orchestre de chambre ;
- 1922 : Ballade Moderne[3] ;
- 1926 : Charleston Rhapsody, pour orchestre de chambre ;
- 1928 : Sights and Sounds (An Orchestral Entertainment), suite ;
- 1932 : Concerto grosso (Sketches for the American Théâtre) pour ensemble à vent et orchestre (concerto grosso no 1) ; Early American Ballade on Themes of Stephen Foster, pour orchestre de chambre ;
- 1938 : Eight Etudes, pour orchestre ;
- 1946 : Overture for an Imaginary Drama ;
- 1950 : Impressions of Childhood, poème symphonique ;
- 1977 : Overture to the Mississippi.

### Œuvres chorales
- 1930 : Aux quatre coins de Paris (titre original), pour chœur de femmes ;
- 1952 : Choral Overture, pour chœur d'hommes et ensemble à vent ;
- 1975 : The Fun and Faith of William Billings, American, pour chœurs et orchestre ;
- 1977 : Carol Cantata (no 1 à 4), quatre cantates de Noël pour chœurs et orchestre (ou piano) ;
- 1979 : The Easter Story, pour chœurs et orchestre (ou piano).

### Opéras
- 1927 : Endymion (Operetta-ballet a l'Antique), en un acte ;
- 1928 : An Hour of Delusion, en un acte ;
- 1935 : Maria Malibran ;
- 1945 : The Enchanted Kiss, en un acte ;
- 1972 : Crystal.

### Œuvres avec voix soliste(s)
- 1926 : Three Songs from Chaucer (Merciles Beaute), pour voix haute et quatuor à cordes ;
- 1929 : Theme and Variations in the Form of a Ballade about a Lorelei, pour soprano, mezzo-soprano, alto, chœur de femmes et piano ; Four Songs from Lyrics by Sara Teasdale, pour voix haute et piano ;
- 1941 : Railroad Cantata, pour contralto et orchestre ;
- 1942 : Sue Ann, pour voix et piano ;
- 1947 : Sonatine, pour soprano et harpe.

### Arrangements
- 1941 : Lady in the Dark : Symphonic Nocturne (suite arrangée d'après la comédie musicale éponyme de Kurt Weill) ;
- 1942 : Porgy and Bess : A Symphonic Picture (suite arrangée d'après l'opéra éponyme de George Gershwin) ;
- 1963 : The Many Moods of Christmas, arrangement pour chœurs et orchestre de huit chants de Noël.

## Récompenses
- 28e Cérémonie des Oscars 1955 : Oscar (partagé) de la meilleure musique originale d'un film musical, pour Oklahoma ! (comme orchestrateur) ;
- 15e Cérémonie des Emmy Awards 1963 : Emmy Award de la meilleure musique originale ("Outstanding Achievement in Composing Original Music") pour un épisode de la série télévisée Project XX (comme compositeur).